# سرية خالد بن الوليد (نجران)
سرية خالد بن الوليد إلى بني عبد المدان بنجران، كانت في شهر ربيع الأول سنة 10 هـ.